# Habsburg–Toscanai Karolina Mária Immakuláta főhercegnő
Habsburg–Toscanai Karolina Mária Immakuláta (Karolina Maria Immaculata Josephina Ferdinande Theresia Leopolda Antonia Franziska Isabella Luise Januaria Christina Benedicta Laurentia Justiniana von Österreich-Toskana) (Altmünster, Felső-Ausztria, 1869. szeptember 5. – Budapest, 1945. május 12.), osztrák főhercegnő, magyar és cseh királyi hercegnő, címzetes toszkánai hercegnő, a prágai Hradzsin nemesi hölgyalapítványának fejedelemasszonya, házassága révén szász-koburg-gothai hercegné, hivatalos magyar asszonynevén Herceg Szász–Coburg Ágostonné.

## Élete

### Származása, testvérei
Karolina Mária Immakuláta főhercegnő a felső-ausztriai Altmünsterben született. Édesapja Habsburg–Toscanai Károly Szalvátor főherceg (1839–1892), Toszkána címzetes hercege, magyar és cseh királyi herceg volt, II. Lipót toszkánai nagyherceg (1797–1870) és az olasz Bourbon (Borbone) házból való Mária Antónia nápoly–szicíliai királyi hercegnő (1814–1898) fia.
Édesanyja a szintén Bourbon-házi Mária Immakuláta Klementina nápoly–szicíliai királyi hercegnő (1844–1899) volt, II. Ferdinánd nápoly–szicíliai király (1810–1859), és Mária Terézia Izabella osztrák főhercegnő (1816–1867) leánya. Tíz testvér közül Karolina Mária született negyedikként, ő volt a második leány. Hatan érték meg a felnőttkort:
1. Mária Terézia Antonietta főhercegnő (1862–1933), aki Károly István főherceghez (1860–1933) ment feleségül.
2. Lipót Szalvátor főherceg (1863–1931) cs.és.kir. vezérezredes, a tüzérség főfelügyelője.
3. Ferenc Szalvátor főherceg (1866–1939), aki 1890-ben feleségül vette Mária Valéria főhercegnőt, I. Ferenc József és Erzsébet császárné legfiatalabb leányát.
4. Karolina Mária Immakuláta főhercegnő (1869–1945), Szász–Coburg–Gothai Ágost Lipót herceg felesége.
5. Albert Szalvátor főherceg (1871–1896), fiatalon meghalt.
6. Mária Antonietta főhercegnő (1874–1891), fiatalon meghalt.
7. Mária Immakuláta Raineria főhercegnő (1878–1968), aki Róbert württembergi herceghez (1873–1947) ment feleségül.
8. Rainer Szalvátor főherceg (1880–1889), gyermekként meghalt.
9. Henrietta főhercegnő (1884–1886), kisgyermekként meghalt.
10. Ferdinánd Szalvátor főherceg (1888–1891), kisgyermekként meghalt.

Anyjának, Mária Immakuláta főhercegnének, gyermekei születésekor Ferenc József császár minden alkalommal egy-egy értékes gyöngysorral kedveskedett. A főhercegné szépségére és a bőséges gyermekáldásra féltékeny Erzsébet császárné viszont emiatt gúnyosan „gyöngyhalászoknak” nevezte a főherceg családját.

## Házassága, gyermekei

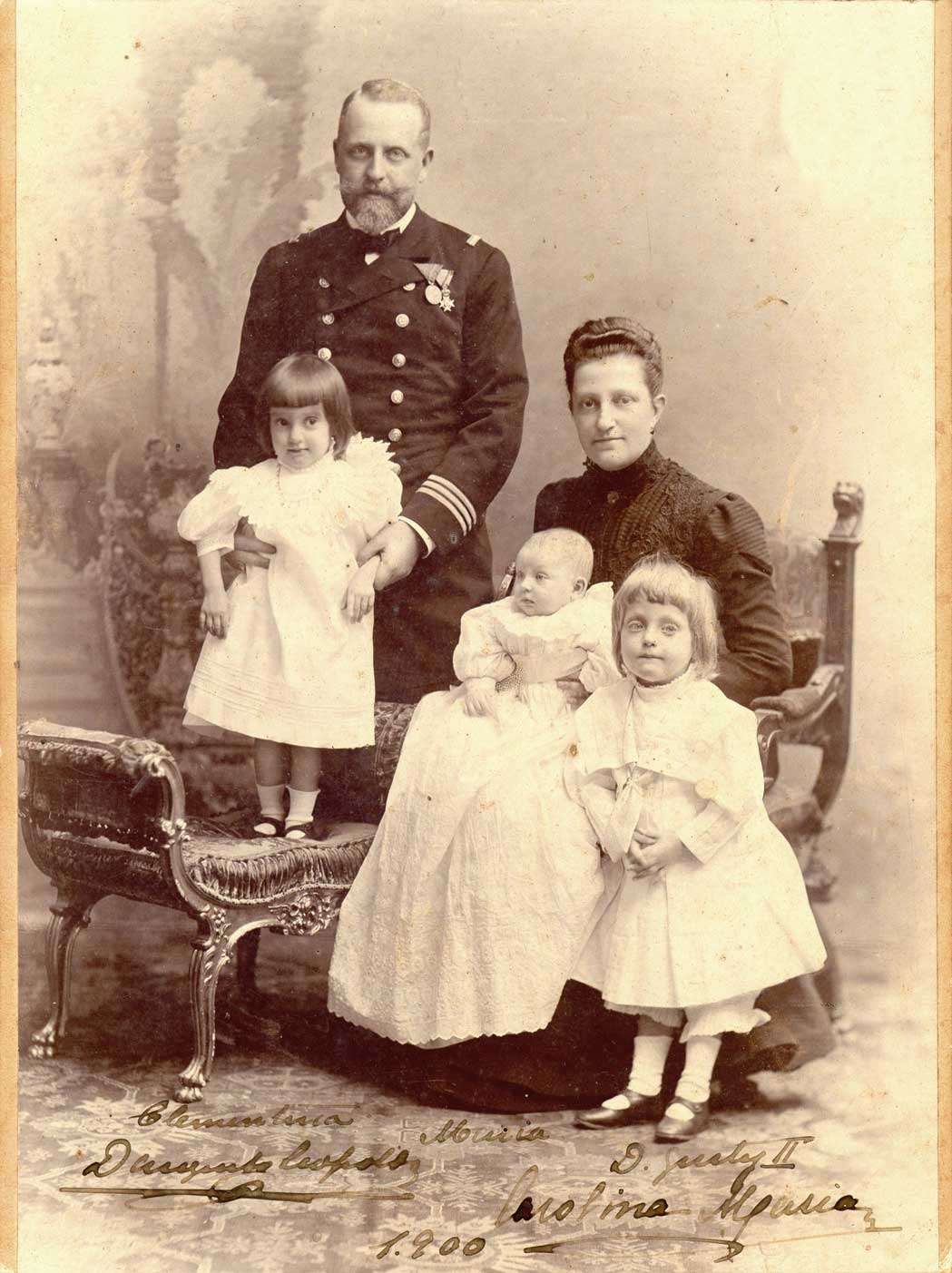
Ágost Lipót herceg és Karolina Mária főhercegnő, gyermekeikkel (1900)

1889. május 30-án Altmünsterben feleségül ment a Szász–Coburg–Gothai-házból származó Ágost Lipót Fülöp német herceghez (August Leopold Philipp Maria Michael Prinz von Sachsen–Coburg und Gotha, 1867–1922), Lajos Ágost Maria Odo hercegnek (1845–1907), a Brazil Császári Haditengerészet admirálisának és a Bragança-házból származó Leopoldina Terézia Franciska brazil császári infánsnőnek (1847–1871) második fiához, II. Péter brazil császár unokájához, I. Ferdinánd bolgár cár unokaöccséhez. 8 gyermekük született, akik szász-coburg-gothai hercegi és hercegnői (Prinz(essin) von Sachsen–Coburg und Gotha) címet viseltek:
1. August Clemens Karl herceg (1895–1908).
2. Clementine Maria Theresa hercegnő (1897–1975), aki 1925-ben Eduard von Hellerhez (1877–1970) ment feleségül.
3. Maria Karoline Philomena hercegnő (1899–1944).
4. Rainier Maria Joseph herceg (1900–1945), aki 1930-ban Jocelyn (Johanna) Károlyi de Károly-Patti grófnőt (1906–1992) vette feleségül.
5. Philipp Josias Maria herceg (1901–1985), aki 1945-ben (Budapesten) Halász Sára Auréliát („Mariann”, 1914–1994) vette feleségül.
6. Theresia Christiane Maria hercegnő (1902–1990), aki 1930-ban Lamoral di Taxis-hoz, Bordogna és Valnigra bárójához (1900–1966) ment feleségül.
7. Leopoldine Blanka (Blanche) Maria hercegnő (1906–1978).
8. Ernst Franz herceg (1907–1978), aki 1939-ben Irmgard Röllt (1912–1976) vette feleségül.

Családjával Ausztriában és Magyarországon élt. Férje, Ágost Lipót herceg az Országos Magyar Képzőművészeti Társulat bőkezű pártfogója és támogatója volt . 1919-ben, az Monarchia széthullása és az Osztrák Köztársaság kikiáltása után Stájerországba húzódtak, férje Schladmingban hunyt el 1922 októberében. Az özvegy hercegné ezután Budapestre költözött, itt élő gyermekeihez.

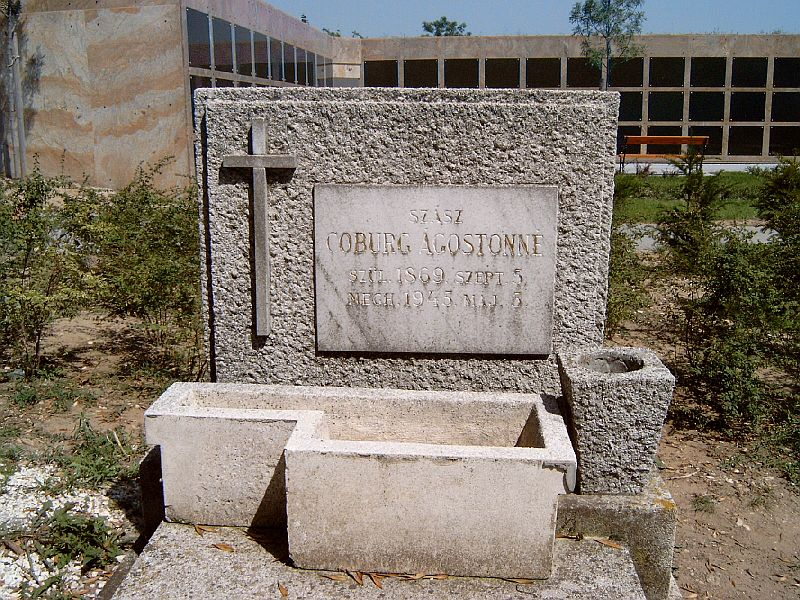
Habsburg–Toscanai Karolina Mária Immakuláta főhercegnő sírja Budapesten. Farkasréti temető: Hv15-19-10.

Karolina Mária Immakuláta főhercegnő 75 éves korában hunyt el a szovjetek által megszállt Budapesten, 1945 májusában (a család feljegyzései szerint május 12-én, sírkövén május 6. szerepel). Ideiglenes sírhelyén nyugodott egészen 1967-ig, ekkor áthelyezték a Farkasréti temetőbe (Hv15-19-10. sz. sírhely). Sírköve, amelyre a Szász Coburg Ágostonné nevet vésték, ma az egyetlen, köztemetőben álló budapesti Habsburg-síremlék. A temető névjegyzékében Habsburg–Lothringen Karolina Mária főherceg néven szerepel.

## Külső hivatkozások
- Családi, életrajzi adatai. (ThePeerage.Com)
- Sírja a budapesti Farkasréti temetőben (Hv15-19-10).
- A Farkasréti temető névjegyzéke.
- Tóth Vilmos: A Farkasréti temető története, Budapesti Negyed, 40-41-42. sz. (2003/2-2003/4).
- valamint : Szmrecsányi Miklós: Visszapillantás az Országos Magyar Képzőművészeti Társulat 50 éves múltjára,  Művészet (folyóirat), Budapest, X. évf. 3. szám, 1911.
- Gothai Almanach 8. kötet: A toszkánai nagyhercegi ház.
- II. Péter brazil császár leszármazottainak táblázata.

1. 1 2  Darryl Roger Lundy: The Peerage (angol nyelven). (Hozzáférés: 2017. október 9.)
2. ↑  p11100.htm#i110994, 2020. augusztus 7.
3. ↑  inferred from timeline of events